# 런던 국제공항
런던 국제공항(London International Airport, IATA: YXU, ICAO: CYXU)은 캐나다 온타리오주 런던시에서 북동부로 5해리(9.3킬로미터) 지점에 위치한 공항이다.
2018년 이 공항을 이용한 승객 수는 514,685명으로, 항공기 이동 대수(94,747대) 면에서 캐나다에서 20번째로 분주한 공항이다.
내브 캐나다에 의해 통관항으로 분류되어 있다.

## 연혁
- 1929년 5월 3일 개항.

## 운항 노선

### 여객 노선
| 항공사                 | 도착지                              |
| ---------------------- | ----------------------------------- |
| 선윙 항공              | 계절편: 바라데로, 캉쿤, 푼타카나    |
| 스우프                 | 에드먼턴 계절편: 올랜도샌퍼드, 캉쿤 |
| 에어 캐나다 익스프레스 | 몬트리올(트뤼도), 토론토(피어슨)    |
| 에어 트랜샛            | 계절편: 캉쿤, 푼타카나              |
| 웨스트제트             | 캘거리                              |
| 웨스트제트 앙코르      | 토론토(피어슨)                      |
| 플레어 항공            | 밴쿠버, 핼리팩스 계절편: 투싼       |